# ひぐらしのなく頃に 暇潰し編
『ひぐらしのなく頃に 暇潰し編』（ひぐらしのなくころに ひまつぶしへん）は、同人サークルである07th Expansionが製作した同人ゲーム『ひぐらしのなく頃に』の第4話目の表題である。また、本作品を以てシリーズ前半の「出題編」が完結する。

## 概要
サブタイトルは「～最後の謎をあなたに～」
前3作（鬼隠し編・綿流し編・祟殺し編）を遡ること5年前の昭和53年の雛見沢村が舞台で、いわば「前日談」のようなエピソードとなっている。
ダム闘争まっただ中で発生した誘拐事件の捜査に当たるべく極秘裏に雛見沢村を訪れた警視庁公安部の刑事・赤坂衛と、村で生き神様と崇められている古手神社の一人娘・梨花を中心にストーリーが展開する。
前3作と同様、クリア後には登場人物が客観的推理を披露する「お疲れ様会」とミニゲーム「お散歩☆梨花ちゃん」が追加される（Windows版のみ、iアプリ版は本編と別売）。
PS2版「祭」に「第零章・暇潰し編」として収録。DS版「絆・第二巻」に収録。

### お散歩☆梨花ちゃん
「鬼隠し編」の「れなぱん」同様、Windows版でクリア後に追加またはiアプリ版で本編と別売されるミニゲーム。
画面上を移動する梨花の動きを観察しながらボタンをクリックし、目的地にたどり着くよう誘導する。途中、竜宮レナの「お持ち帰り」やイリーのお医者さんごっこを始めとするアクシデントが発生するので画面外へ追い詰められないよう梨花を誘導し、危険を回避しなければならない。

## ストーリー
警視庁公安部に所属する刑事・赤坂衛は犬飼建設大臣の孫が誘拐された事件を極秘裏に捜査すべく、出産間近の妻の身を案じながら単身、雛見沢村へ向かう。
ダム建設反対運動真っただ中の雛見沢に着いた赤坂は、村人から生き神様と崇められている不思議な少女・古手梨花に出会う。赤坂は梨花と共に村を見て回るが、梨花は森の中で赤坂に「東京へ帰れ」と不気味な警告を発する。

## 登場人物
- 以下の人物は個別項目を参照。
  - 古手梨花
  - 園崎魅音

## 漫画
スクウェア・エニックス刊『月刊少年ガンガン』で2006年3月号から11月号まで連載された。
作画・外海良基。
1巻初版の帯には角川書店刊の外伝「鬼曝し編」第1巻の広告が掲載されている。また、2巻と同時発売の「罪滅し編」1巻および2007年1月発売の「目明し編」1巻・「宵越し編」（外伝）1巻の4冊同時購入特典で、ゲーム本編の未公開シーン集「蔵出し編」が2007年6月に刊行された。
1. ISBN 4-7575-1741-6 2006年9月22日 初版発行
2. ISBN 4-7575-1825-0 2007年1月22日 初版発行

## アニメ
第1期「ひぐらしのなく頃に」第14 - 15話。
- 第14話 暇潰し編 其の壱 ヒナミザワ
- 第15話 暇潰し編 其の弐 兆し

## ドラマCD
発売：HOBiRECORDS、販売：WAYUTA。
- 2006年12月27日発売 WACD-005

アニメ版とのキャスティングの相違
- 赤坂衛：（ドラマCD）子安武人 （アニメ）小野大輔
- 赤坂雪絵：（ドラマCD）神田理江 （アニメ）水野理紗

## 小説
著者：竜騎士07　イラスト：ともひ
- 講談社BOX版
  - ひぐらしのなく頃に 第四話 〜暇潰し編〜 ISBN 978-4-06-283657-9

- 星海社文庫版
  - ひぐらしのなく頃に 第四話 〜暇潰し編〜 ISBN 978-4-06-138914-4